# 汉口法租界

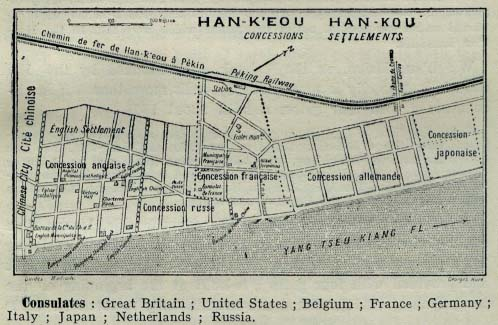
1912年的汉口租界，从左至右：英、俄、法、德、日

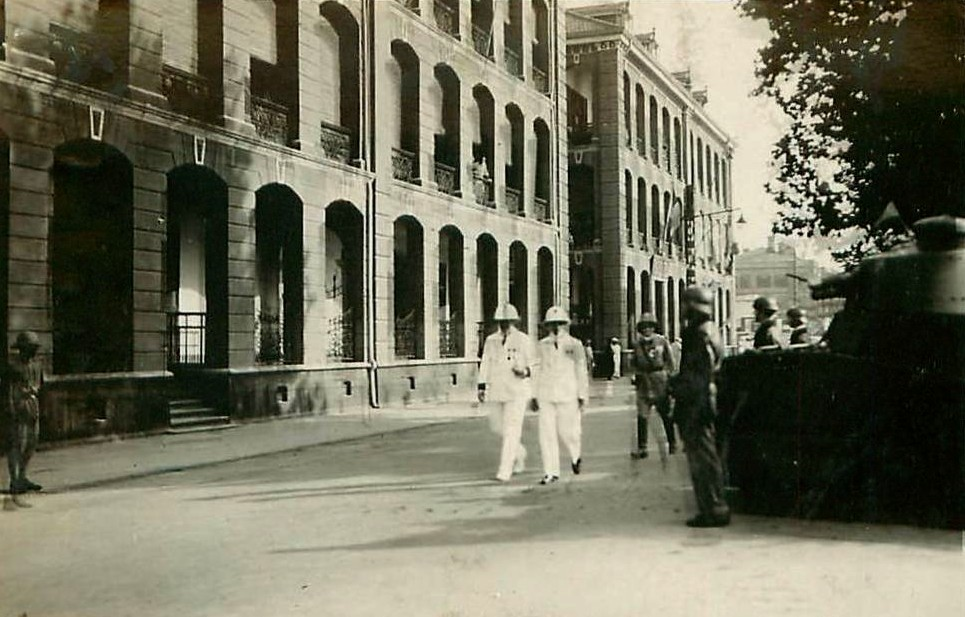
1932年巴士底日的汉口法租界内

汉口法租界，是近代位于汉口的五国租界之一，亦为四个在华法租界之一，由法国于1896年开辟。开辟初期面积约187亩，经过扩张后面积达485.685亩。虽然法租界设立之初在汉口五国租界中面积最小，但其距离大智门火车站最近、商贸繁华，是汉口的娱乐区。抗日战争期间法租界成为日占区中的“孤岛”，终于1943年移交汪精卫国民政府。

## 历史

### 设立
1896年，法蘭西第三共和國与清政府簽訂“漢口法租界租約”，在漢口設立法国租界，面積約187亩。漢口法租界与漢口俄租界于同年設立，俄、法兩國租界選在同一地區，俄占三分之二，法占三分之一:10-11。

### 扩张（1899-1917）
1900年，大智门火车站在法租界西侧不远处动工，时任法国驻汉领事玛玺理（法語：Chassain de Marcilly）随即开始不断向清廷提出扩展租界以图控制铁路和车站，但都被时任湖广总督张之洞拒绝。几经谈判后法租界于1902年扩界，以铁路护坡60丈（185米）处为法租界西部边界:15。
1904年，法租界的管辖面积已从开辟时的191,703平方米增至332,693平方米。《汉口展拓法租界条款》第六条规定：“中方应修筑一条从火车站到法租界西部边界中点处的道路，租界方也应在其辖区内相应修筑一条道路，以便直接沟通长江与车站。缔约双方仅为自己修筑的部分提供路政服务，且仅可在各自修筑的路段内行使权力。”然而，此后中方并未动工，法方则将名为“玛领事街”（法語：Areue de Marcilly）的道路一直修到车站附近并于其两侧50米范围内征税和派出巡捕。法租界跨界筑路引发纠纷，中方从1908年开始提出抗议，双方展开多次谈判后达成协议，以玛领事街上距离铁路线183米处一扇宅门作为法租界的实际边界，中方以16,900两白银赎回共计169平方丈的道路、支付给租界15,000两补偿其先前筑路的费用、还承诺每年向租界支付200两作为养路经费。法租界则放弃在玛领事街北段除养护道路外的一切权利，租界巡捕最终于1909年4月3日撤出争议路段。然而，之后法国人大量购买租界西侧的土地、高价收购法租界外业主的房产，法国教会也出面购置与租赁的界外土地，使诸多界外土地被纳入了法租界实际管辖的范围，中国官员对这种手法不知晓或没有能力干涉，导致法租界界线与法租界工部局实际控制线变得混淆不清:55:15。
1911年武昌起义后，汉口成为革命军和清军交战的前沿，列强趁机推动租界扩张。五国领事在确保租界安全的同时，提出扩张计划，唯法国领事侯耀（法語：Ulysse-Raphael Réau）持保留态度，担心扩张利益不均。经过多次谈判与调整，尽管最终达成扩展协议，法租界获得了12公顷土地，整体利益仍然有限。

### 孤岛时期（1938－1943）

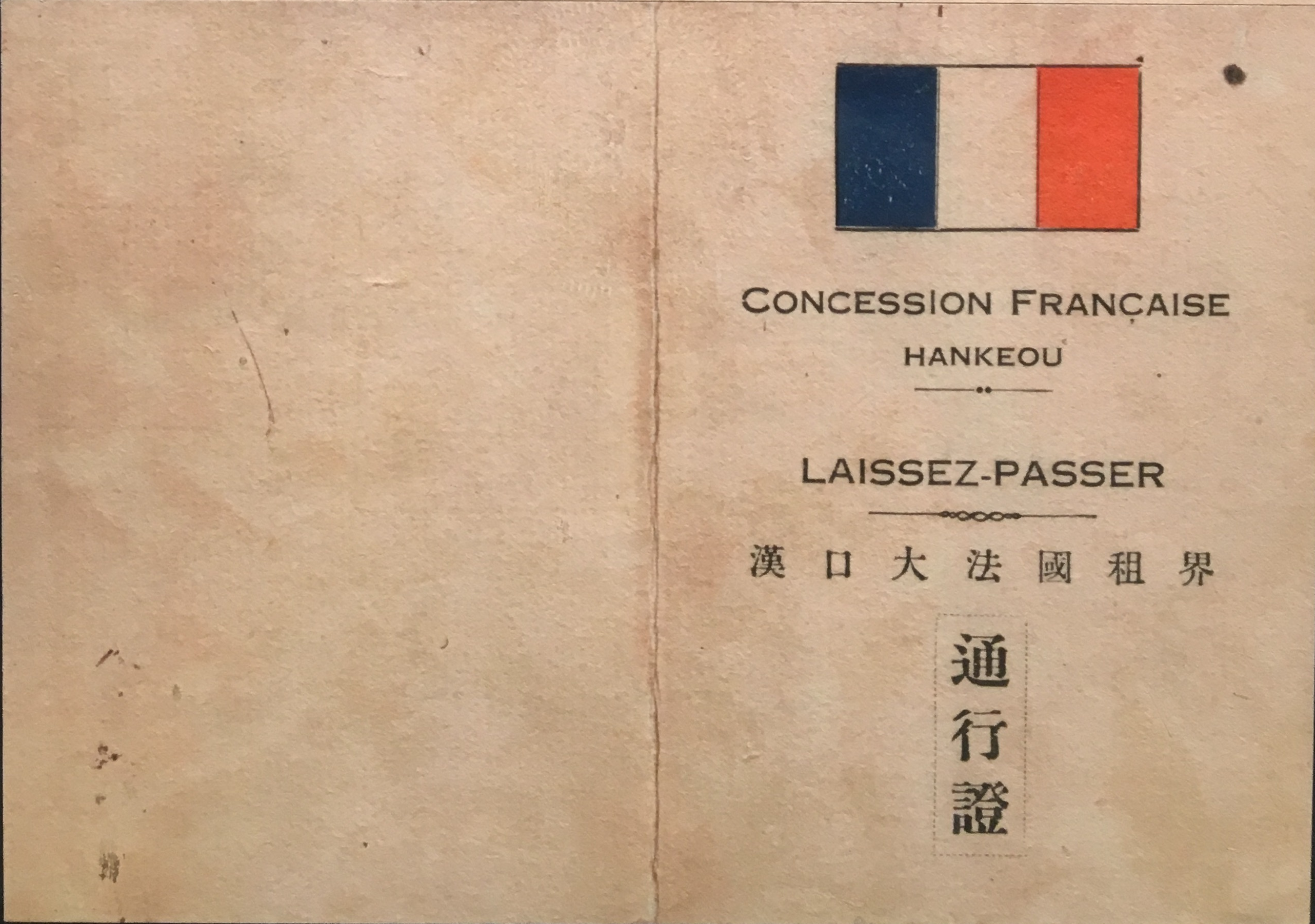
汉口法租界派司（通行证）封面

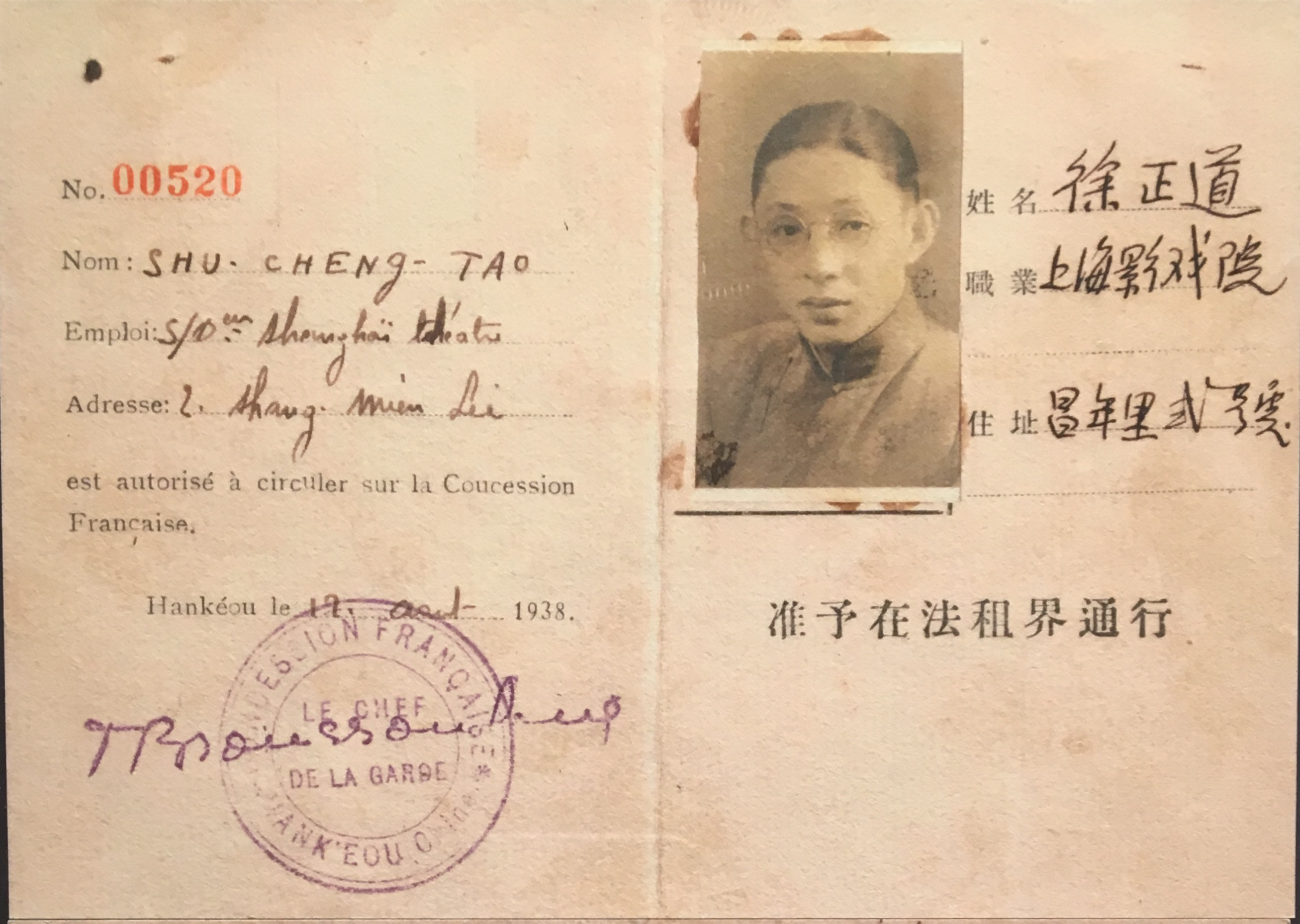
汉口法租界派司（通行证）内页

1938年8月13日，国民政府收回汉口日租界后，法租界就成为了汉口唯一的租界。随着武汉会战局势恶化，法租界被视为避难所，许多机关、银行和商店迁入。到1938年底，法租界内中国居民从22651人增至47081人，而实际居住的人数又远超登记数据。为控制界内人数和抗日活动，法租界当局从1938年6月开始在租界四周的马路与中国街区的连接处加设栅栏和电网、限制进出，用沙包堆成堡垒，架起机炮，再派全副武装的法国士兵和安南士兵看守和巡逻。租界工部局、巡捕房、外国洋行、银行以及外侨住宅等大都在中心地带，而处在租界边缘地带的居民则整日提心吊胆:194-195。
1938年10月25日下午，栅子关闭、电网断绝交通。当日晚，日军进入汉口，武汉会战结束、日军获胜并占领武汉全境，法租界随即成为日本占领区内的孤岛。据统计，这一时期法租界庇护了十余万市民和各国侨民，大量难民的涌入使租界人满为患，租界内的生活条件急剧恶化，水源缺乏、居民艰难求生。虽然之后江边栅子开放，但依旧需要通行证，生活物资短缺、物价飞涨:195。
1938年10月27日，日本军方宣布对法租界实施军事封锁，理由是该区域内潜藏反日分子。日本情报机关通过侦查发现，居住在河街15号的法国人卡法列那（法語：Q.L.Caffarena）家中拥有无线电台，并与多名中国青年有频繁联系。日本方面认为该电台是国民政府撤退时留下用于通讯的设施。11月27日，汪精卫政权在武汉成立治安维持会，经法国领事同意，维持会向法租界华人分发5000面五色旗与日本国旗以供悬挂。同日，法租界交通银行的白墙上出现了“拥护蒋委员长抗战到底临死不投降”的标语。1939年1月11日，在法国领事的同意下，日军与宪兵队进入法租界逮捕了20余名抗日人员，并缴获无线电台。从1939年1月12日起，法租界重新开放，包括日本军人在内的所有人员均须持有通行证才可在日本时间早8时至晚7时期间进出法租界:197-198。
1940年6月，随着法國投降，包括汉口法租界在内的所有在华法租界均由新成立的维希法国控制。1941年7月，铁路饭店内发生安南巡捕与日本人之间的冲突，导致1名日本人死亡、1名安南巡捕重伤、5名日本人被捕。事件发生后，租界当局关闭各栅门，汉口日本海军发言人则于12日向西方记者通报了事件，并要求法租界当局无条件释放被捕的日本人，否则日方将封锁通往法租界的所有栅门。直到1941年中，法国被德国攻陷约一年后，汉口法租界当局才逐渐向日本占领军屈服，并采取了更为合作的态度:199。

### 交还
武汉被日军占领后，法租界内物价就随着日占区货币的迅速贬值而不断上升。从1938年11月开始，日军向法租界内的华人难民中的“良民”发放安居证，允许他们自由进出法租界:198，一时间，法租界内迁移的人数达一万多人。由于租界内人口增多，法国大部本土被德军占领，法国在华商务极度萎缩，工部局的财政极度困难。工部局为了维持日常的开支，不断地提高捐率，并开征新捐。1937年，工部局收入34万元，1939年上升到73万元，1941年又上升到110万元，而1939年的开支达到80多万元，超支72590.74元，1941年的财政赤字更是有了大幅度的增加。太平洋战争爆发后，儘管所有在華法租界因為為維希法國所擁有所以沒有被日軍佔領，但法租界的财政状况更加艰难，到1943年法租界被汪精卫政权收回前，法租界已步入破产边缘:199。
1943年1月9日，日本驻中华民国（汪精卫政权）大使重光葵与汪精卫签订《关于协力完遂战争之中日共同宣言》及《关于交还租界及撤废治外法权导文协定》。1943年2月23日，维希法國宣布，同意放弃所有在华租界。同年6月5日，汪精卫政权同日收回天津法租界、汉口法租界和广州法租界:224-227。

## 居民
自1861年汉口开埠后，即有法国人来汉口：
| 时间   | 法国人 | 中国人 | 备注                                                                                    |
| ------ | ------ | ------ | --------------------------------------------------------------------------------------- |
| 1891年 | 16     | 未知   | 主要为商人                                                                              |
| 1896年 | 16+    | 未知   | 法租界设立后，法侨渐有增加                                                              |
| 1901年 | 74     | 未知   | 洋行公司7家                                                                             |
| 1910年 | 91     | 未知   | 共47户，其中官吏4名、商人16名、教士19名、律师2名、医士5名、艺师8名、妇女37名            |
| 1923年 | 52     | 4856   | 法租界因为交通便利、又与华届交错，大批逃避战乱的中国人涌入，“华洋分居”的局面被打破      |
| 1929年 | 144    | 8250   |                                                                                         |
| 1937年 | 未知   | 22651  | 中国人达2907户，比上年增加1077户、7761人，比1929年增加14401人                           |
| 1938年 | 未知   | 47081  | 6月武汉会战爆发，法租界被视作安全的避难所，当地的中国政府机关及普通商民、外侨等纷纷迁入 |

## 管理

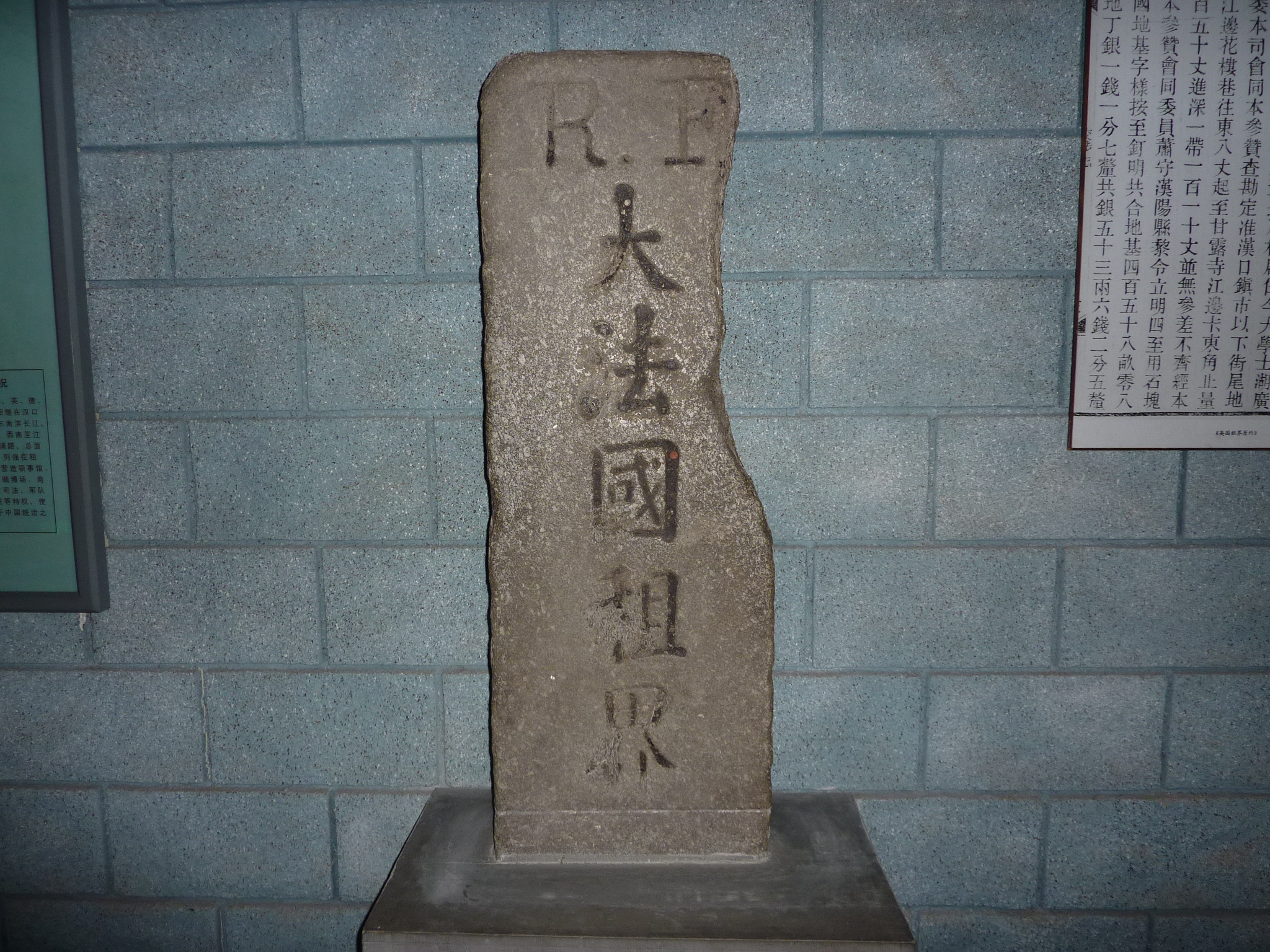
汉口法租界界碑，现存于武昌辛亥革命武昌起义纪念馆，“RF”意为法兰西共和国（République française）

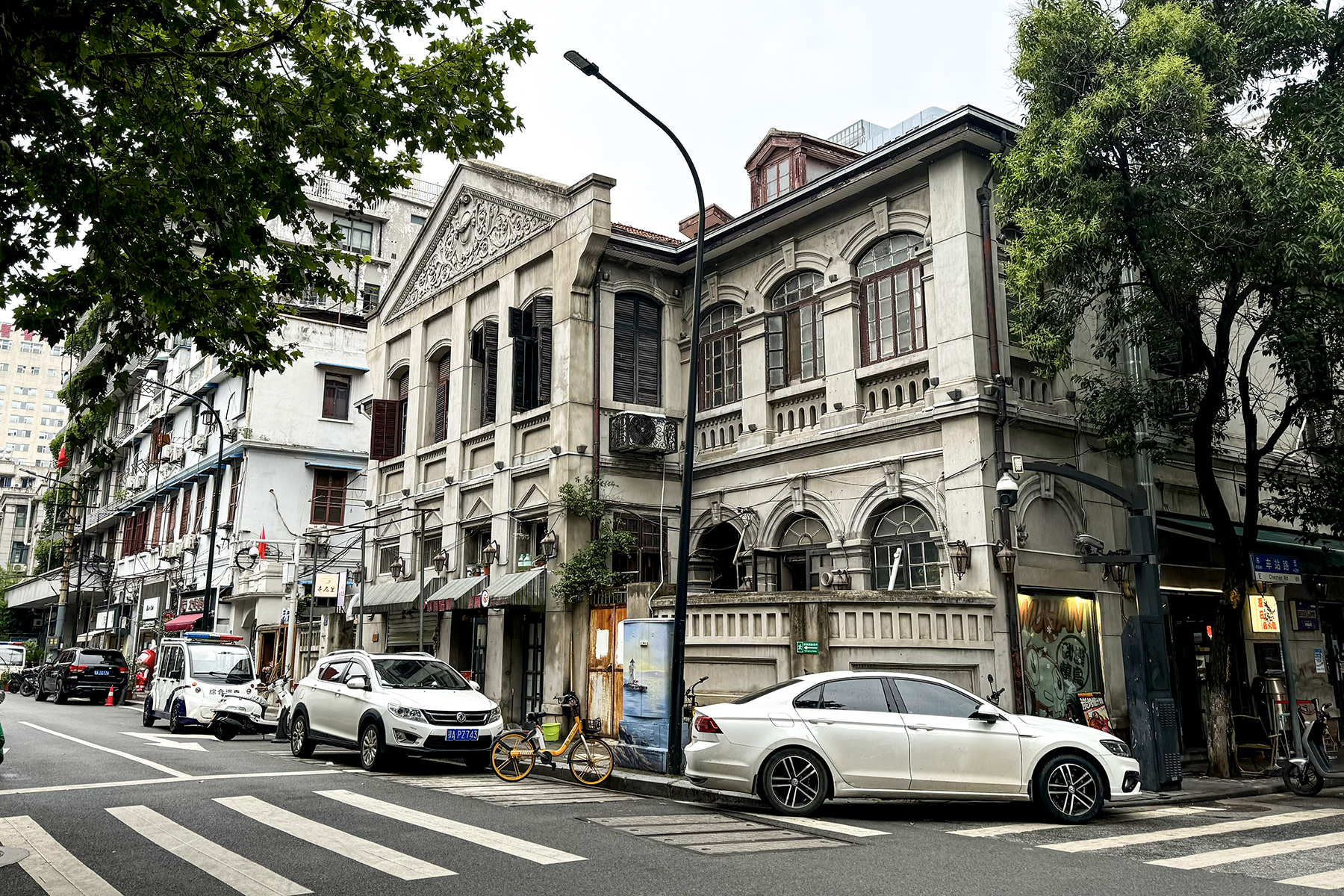
汉口法租界消防队旧址

### 领事馆
- 法国领事法庭：根据中法1844年的《黄埔条约》和1858年的《天津条约》，法国在中国获得领事裁判权。汉口法国领事法庭由领事兼任法官，并配有两名会审员。商事案件的会审员临时选任，刑事案件的会审员则按年选举，若无法选举，领事可独自审理，且担任检察官。领事法庭受理法国公民或被保护国人作为被告的民事及商业案件，3000法郎以下的案件不允许上诉。刑事案件初审和复审需送至越南西贡（今胡志明市）控诉院或河内上诉法院审理，判决不服可向法国大理院上诉。1943年，维希政权宣布撤销在华的司法特权，标志着领事裁判权的取消。1946年，中法签署条约，正式确认法国放弃在华的治外法权[10]:249。

### 工部局
- 汉口法租界工部局大楼：位于霞飞大将军路21号金源大厦，今岳飞街、车站路、中山大道交会处，靠近大智门火车站。1895年建成，1896年法工部局及巡捕房入内办公。1949年后，该大楼改建为武汉市卫生防疫站，于20世纪80年代末经政府部门授权，由开发商爆破拆毁[10]:190, 234[11]。

### 巡捕房
- 法国巡捕房：又称巡捕厅，1896年设立于工部局隔壁。巡捕房负责界内秩序和公共安全，开支由工部局负担，巡捕的任命、停职和罢免均由领事决定。巡捕房设正副巡长（又称厅长）各1人（法国籍），监察员1人（20世纪30年代后增为2人，1938年增为3人，均为欧洲人）。下分治安、消防、户口管理、情报搜集4课，另有便衣、窃案、武装自行车和指纹照相4个队室。巡捕共4个班，其中手枪队为安南（越南）人，警棒队为华人。1918年时巡捕房有中国巡捕55人、安南巡捕40人，全年拘捕了近3000名案犯，处罚方式则为一笔小额罚金或几个小时至几天的拘禁。到1922年，巡捕房全年拘捕总数已增加到5089名，巡捕房人数也开始明显的增加，1923年有中国巡捕74人，安南巡捕37人。20世纪30年代，拘捕案犯的数量有所降低，1937年巡捕房拘捕的案犯数量为2381名，但到1939年时，巡捕房总人数已增至250人[10]:190, 237。

### 消防队
- 法租界消防队：1914年设立于今汉口岳飞街19号一栋法式风格的洋房，由法租界巡捕房领导。队长由法国人担任，队员由警察兼任，最初只有四名中国籍消防队员，只负责扑灭汉口各租界内上报的火灾。根据《1918年度法租界巡捕房报告》记载，当年汉口各租界发生重大火灾14起，大多发生在英租界，各火灾均被迅速扑灭、未引起较大损失。随着巡捕房警察数量的增加，消防队的人数也逐步增加，内部分工变得更细、设备也逐步完善，到20世纪三四十年代时已与上海、天津各国租界的水准不相上下，消防水平远超普通中国城市[12]。

## 市政

### 道路

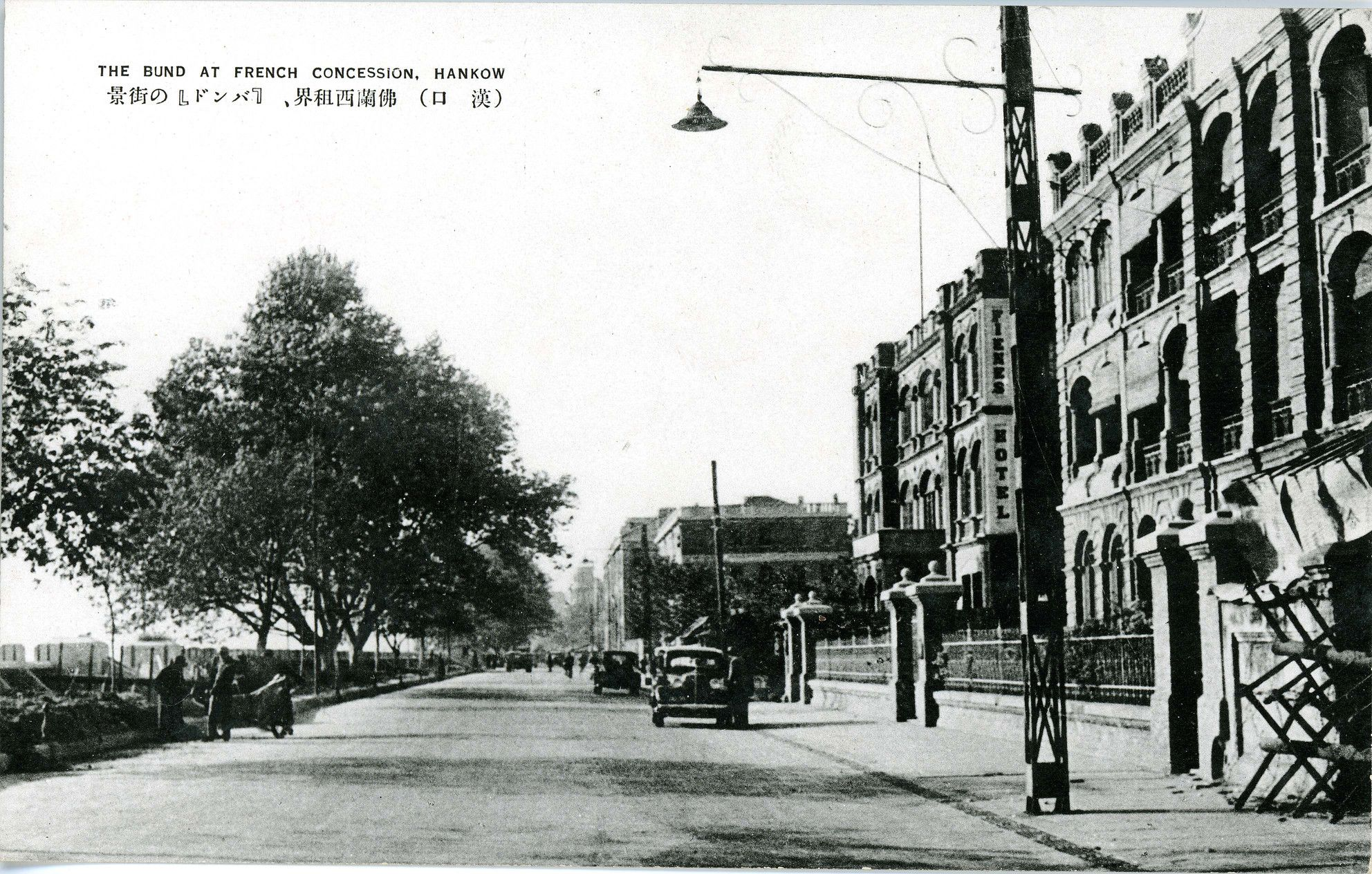
沿江道路

| 現名                             | 原名                   |
| -------------------------------- | ---------------------- |
| 蔡锷路                           | 福煦大将军街           |
| 胜利街                           | 德托美领事街           |
| 黄兴路                           | 巴黎街和新巴黎街       |
| 岳飞街                           | 霞飞将军街             |
| 车站路（大智门火车站至中山大道） | 玛领事街               |
| 车站路（中山大道口至洞庭街口）   | 大法总理街、克勒满沙街 |
| 车站路（洞庭街口至沿江大道）     | 威尔逊总统路           |
| 洞庭街（黎黄陂路下首至一元路口） | 吕钦使街               |
| 友益街下段（车站路口至一元路口） | 马尔纳街               |
| 中山大道                         | 亚尔萨罗南尼街         |
| 黎黄陂路                         | 西贡街                 |
| 沿江大道                         | 河街                   |

### 交通
- 公共汽车：1929年1月1日，武汉市成立公共汽车管理处，配工务局自造车16辆，每车载重1.5吨、可乘坐21人。开辟3条营运线路，第一路用红色车身，第二路用黄色车身，第三路用绿色车身，其中1条从硚口经特三区、法租界到六合路止，日客运量多时达1.1～1.4万人。后因车辆不够，改为集中行驶1条线路。同年，法租界制定了10条公共车辆的管理条例，包括但不限于车辆在租界内行驶必须有领事馆发给的许可证或车背钉有使馆公认的牌子，许可证当月有效、须提前更新[10]:364-365。
- 码头：法租界的岸线最短（约430米），先后修建了一码头（今车站路口，又称邦克街码头）和二码头（今蔡锷路口）等。邦克街码头为俄法合建。1917年11月10日，俄租界工部局总董格利戈利夫与法领事兼法租界工部局总董陆公德订立《关于建筑“邦克街”江边石级码头事》合同，确定修造码头工程由法租界工部局办理，而工程费用则由两工部局平均担负。码头建成后，由法租界承担维护修补费用，唯江水浅退时安设木跳板的费用由两国工部局均摊。凡在码头起卸货物或停泊汽船所交各项捐银，则均由法国工部局征收[3]:102。

## 经济

### 贸易
- 立兴洋行汉口分行大楼，位于汉口沿江大道183号，建于1922—1924年，由三叉洋行设计，和隆营造厂施工，砖混结构，地上三层、地下一层，底层中都立入口有多立克眷拉式3开间门廊，4柱向上贯通，形成上方两层跳台敞廊，为近代古典式建筑。立兴洋行1895年在汉口开办分行，主要经营各类进出口业务，进口法国、比利时、英国、德国、意大利以及法属印度支那殖民地药品、纸烟、五金、化学品、玻璃、水泥、人造丝、染料、工业原料、机器、卡车等，出口中国农副产品和稀有金属，例如威海农产品，蒙古毛皮，贵州生锑，湖北桐油等，同时也经营煤炭业、航运业、地产业以及代理保险业务。1902年立兴洋行在汉口江边还建有专用码头—地属法租界，取得法属东方轮船公司（法語：Compagnie Asiatique de Navigation）的控制权，参与长江航线及支线的争夺战，但终究不敌怡和（英）、太古（英）、旗昌（美）、日清（日）、轮船招商局（中国），1911 年退出长江航线。1935年立兴洋行在中国的贸易停止，此楼曾先后转手给中法实业银行、发利饭店、比利时义品地产公司，汉口地产大王刘歆生当初便是从做汉口立兴洋行买办而发迹。2004年大楼交由武汉市招商局使用[10]:138, 191。

### 金融

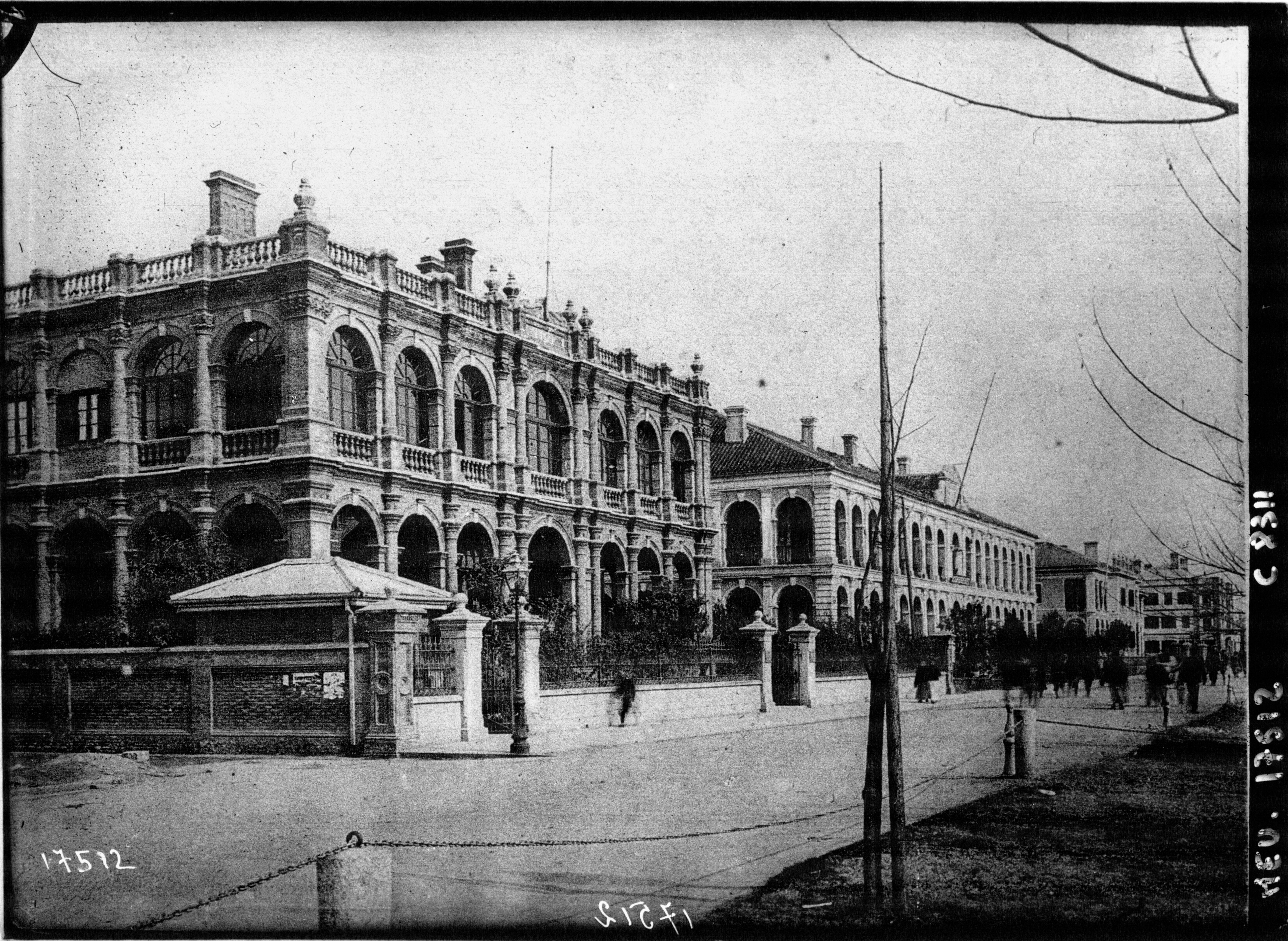
1911年的东方汇理银行汉口支行

- 东方汇理银行：法资东方汇理银行（法語：Banque de l'Indochine）在汉口法租界内建造的分行大楼。东方汇理银行的汉口分行开设于1901年，位于汉口法租界江滩的威尔逊总统路（今车站路洞庭街口至沿江大道）下首，是一座洛可可式2层红砖楼房，楼高2层，外墙中部设腰线进行水平划分，竖向则以半圆形壁柱进行划分，配以拱形门窗，并且这些部位都有精美的砖雕。隔路与汉口俄租界内的美国驻汉口总领事馆相邻[10]:163, 195。

### 零售商业
- 长生堂：位于中山大道1054号，是一家专门经营美发美容的企业。1911年，扬州剃头匠张聚年在汉口法租界开了一家美发厅，取名“长生堂文武理发馆”。旧社会所说的“文武理发”意思是将传统的理发与推拿按摩融为一体，匠师除了对顾客剃头修发外，还提供推拿服务。长生堂的外观为一栋三层浅黄色小洋楼，复古的白色门头，室内铺设进口地砖、大理石的工作台板，16把理发铁椅子每把都配动物图案的狗皮垫子，据说价值8000块大洋。椅子前的镜子带镂金边框和繁琐图案，再配上紫罗兰色的欧式风格窗帘。当年到长生堂理发的顾客，主要是达官贵人、军政要员、租界内外籍人员和海军兵士。当时的省主席、督军司令夏斗寅、蒋介石、汪精卫及他们手下的将领是这里的常客，还有汉剧大师陈伯华也于此理发[13]。长生堂曾设计的"惠莲丝头"曾席卷全国，在当时中国电影界中颇为风靡[14]。
- 汉口和利冰厂（英語：Hankow Ice Works）：位于中山大道与岳飞街交界处一幢两层的欧式建筑，是汉口第一家机制冰块厂。1891年由英国商人柯三、克鲁奇合资20万元在汉口法租界开设，到1930年代已成为武汉最大的制冰厂。柯三于1920年在和利冰厂东侧购置一大块土地创办了“和利汽水厂”，1922年开始生产“和利”汽水，日产量最高达2000打。“和利”汽水是当时畅销的高级饮料，一度几乎垄断了武汉及邻近省，甚至全国的冷饮市场[15]。

### 房地产
- 里分：中国人在租界购置房地产，需“挂旗经租”，即先以外国人名义出面向领事馆办理注册登记，然后再由外国人或洋行名义出具权柄单交华人业主收执，还需悬挂外国旗帜。华人业主除负担登记费、房地产税以外，每年还须交付“挂旗费”及经租佣金。法租界于1904年6月15日颁布法令，允许在“附加租界”区域建造“半欧式”建筑。“附加租界”主要指西贡街北部及西部地区，即今中山大道至友益街一带。“半欧式”建筑指的是近代里巷，后被武汉人俗称为“里分”。汉口的近代里巷与传统里巷的不同之处在于，它们通常由一个或多个业主投资，依据一定规划，使用相同建筑材料，形成整齐的区内路径，建造一批样式统一的房舍。除了少数自住外，更多房屋用于出售或出租。1900年前后，五国租界内均建造了一批主要供中国人居住的近代里巷，其中法租界是建造较早且数量较多的区域[3]:169-170。

### 旅馆
- 德明饭店：今江汉饭店，位于汉口蔡鄂路口、胜利街与中山大道交接的半岛形地段，是武汉最早的由洋人开办的旅店。1900年，清政府修建京汉铁路，作为这条铁路终点的汉口大智门火车站也同时兴建。法国商人圣保罗于1914年开始在当时法租界内筹办修建一座饭店，并聘请一对犹太人夫妇为饭店总设计师，于1919年才完工建成并开业。因饭店地处京汉铁路终点站，遂据英文之意起名“德明”。据《湖北省外事志》及《武汉文史资料》等书记载，德明饭店为当时汉口旅馆之冠，多为外国人及高等华人长期包租。蒋介石、程潜等国民政府要员以及胡适、徐悲鸿、齐白石、梅兰芳等社会文化名流也都曾于此下榻[16]。

### 娱乐业
- 中央大戏院：初名“威严大戏院”，1918年开设于福熙将军街口（今胜利街蔡锷路口），为西班牙人拉木斯创办并经营。1930年出让给意大利商人鮑特，更名“中央大戏院”；抗战爆发后，改名“九重天”电影院，曾是当年一张电影票卖两块半大洋。1945年至1948年期间，“武汉文艺社”曾在此上演《野玫瑰》、《记者春秋》等剧，“骆驼剧团”演出《复仇》、《新官上任》等剧。1949年曾名“解放军大戏院”，后更名“解放电影院”。中央大戏院至今已有逾百年历史，依托历史建筑本身放映皮影戏、老电影，还拟开设民国特色的交谊舞厅，是老汉口们都非常熟悉的、武汉现存历史最悠久的老牌电影院之一[10]:337。
- 汉口大舞台：也称“法租界大舞台”，1914年开设于辅堂里口（今友益街）原汉安里盐业银行旧址，毗邻大智门火车站，有1000个座位[10]:339。1912年2月，刘艺舟曾在法租界大舞台上演话剧《吴禄贞被刺》，进行反袁宣传[3]:266。1919年由傅心一任经理、引入汉剧。梅兰芳、小达子、荀慧生、马连良、欧阳予倩、谭富英、奚啸伯、杨宝森等京剧名角亦曾在此演出。30年代初曾改名“新记大舞台”，1931年又改名“共舞台”[10]:339，1949年后改名“人民剧院”[17]。

## 文化

### 新闻
- 《汉口民国日报》：1912年7月1日由湖南革命党人在法租界创办，首任总编杨端六。该报每日发行三大张，最高5000份，涵盖社论、新闻等栏目，主要由湖南督军谭延闿和一位胡姓江西商人资助。报社反对北洋军阀，1913年因支持“二次革命”被查封[10]:326。

### 学校
- 汉口法汉中学：1903年9月设立时在卢汉学堂的基础上改办法文专门学堂，成为法国工部局主办的中等职业学校。1922年学校迁移到硚口华商赛马场附近，1928年再度迁入德托美领事街（今胜利街中段）。1937年，天主教圣母会将法文专门学堂改办为普通中学，改名私立法汉中学。该校非常注重教育质量，仅有少数学生能获取毕业证书，其中的佼佼者获得工部局颁发的奖学金、赴法国深造。武汉被日军占领后，因学校位于法租界内，1938年10月28日即复课[18]。1941年2月，法驻汉领事馆同意学校在霞飞街（今岳飞街）法国兵营（又称贞德兵营）旧址开办附属小学。同年9月，法汉中学设立高中部和初中部两院。1944年12月18日，江边校舍全部被炸，学校停办。战后的1946年春，中学部在霞飞街复课，次年由教育部重准立案，1949年后继续接受法国津贴。1951年8月被武汉市文教局接管，学校撤销，校舍改办武汉第一师范学校[10]:297。

### 医院
- 法租界工部局免费诊所：1938年由法租界工部局创办，当年从1月1日到12月31日，全年所记录的病人达3565人。诊所还为租界居民免费注射霍乱、伤寒及天花疫苗，1938年全年为9820人接种了疫苗[10]:308。

### 宗教

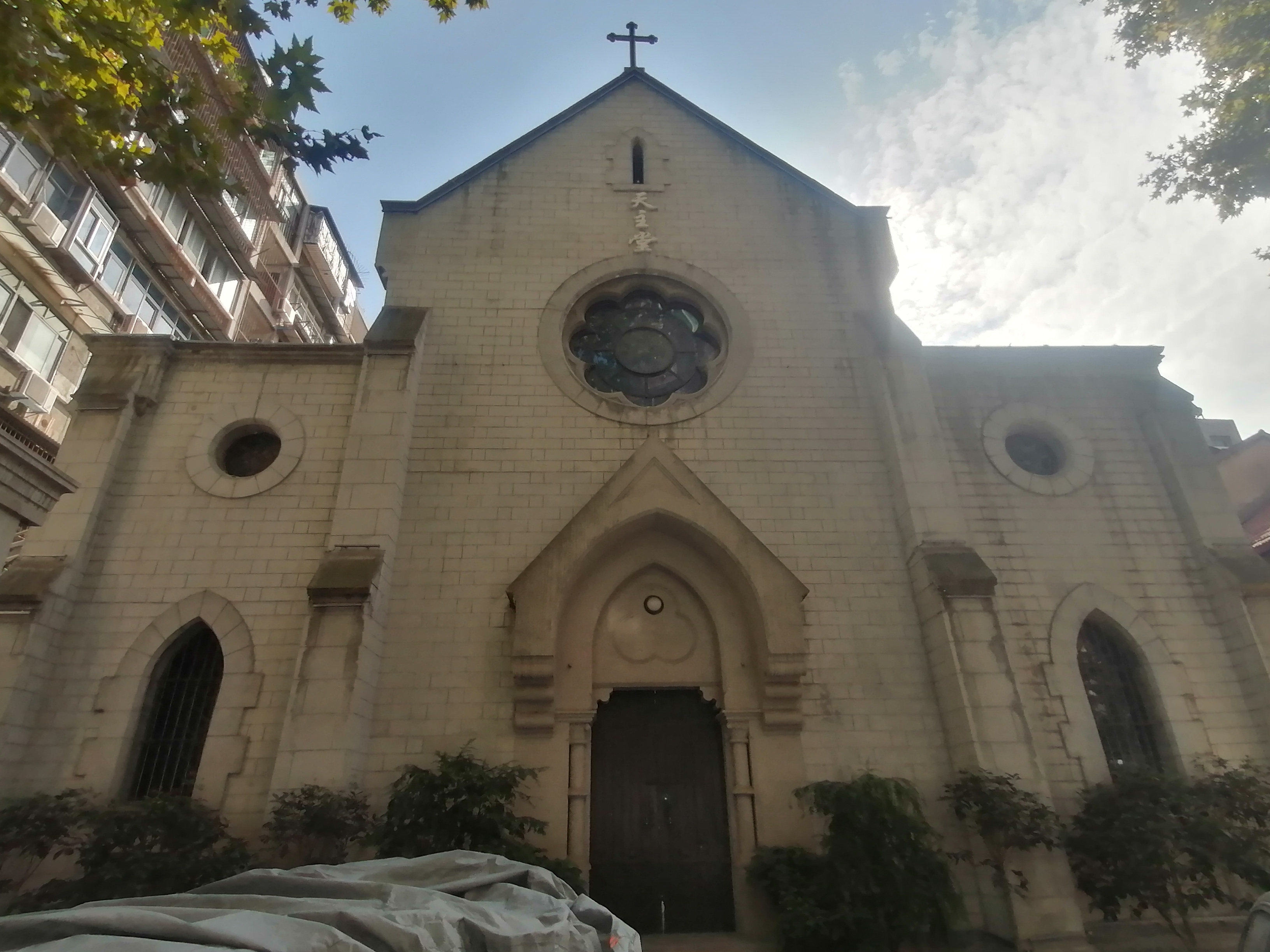
圣母无原罪堂

- 汉口圣母无原罪堂：又名汉口“法国堂”，是一座位于法租界内专供外侨使用的小型天主教堂。该堂建于1910至1911年，奉无染原罪圣母为主保圣人，位于汉口法租界内的大法总理街（今车站路25号）。堂区占地面积2000余平方米。1910年，湖北东境教区的田瑞玉主教委任法籍教士丁寿（法語：Amedeus Tissot de Merona）负责修建此堂。教堂占地300余平方米，平面呈拉丁十字形，内部装饰为哥特式，华丽精美，天花为蓝色饰白色满天星。建堂造价银1.2万两。1924至1925年，汉口教区于教堂右侧修建了账房（经理处），成为华中地区天主教的经济中心[10]:387。
- 汉口警世堂：是一座位于巴黎街口（今黄兴路口）的基督教堂，由基督复临安息日会建于1928-1930年，高四层[10]:389。

## 人物
- 向警予：1928年3月20日，由于宋岳林的揭发，法租界巡捕房逮捕匿居于法租界的中国共产党党员、妇女运动领袖向警予。武汉卫戍司令胡宗铎立即派人向法领事陆公德（法語：George Eugene Lecomte）交涉引渡[19]。陆公德在逮捕向警予前，本已允逮捕后引渡，但有人以重金营救向警予，遂改变态度，拒绝引渡。胡宗铎通电全国，指责陆公德庇护共产党，同时还在武汉及湖北全省掀起收回法租界运动。陆公德将停泊在九江的两艘法舰调到汉口，又在法租界实行戒严。后来，法国新领事吕尔庚（法語：Jules Leurquin）来汉，与胡宗铎达成协议，法领事向胡宗铎道歉，同意将向警予引渡，而胡宗铎则不再提收回法租界。向警予4月12日被引渡后，于5月1日被枪决[10]:415。
- 尉迟钜卿：1928年时为法租界巡捕房一员，后任法租界巡捕房中文秘书兼翻译。1931年，他为法国人蒲苏鲁（法語：Broussouloux）谋利，宣称自己为巡捕房华籍督察长，并加入洪门的太华山，获授“心腹大爷”称号。在法租界的庇护下，他从事毒品交易和敲诈，开设舞厅等娱乐场所，迅速积累财富。1938年，武汉被日军占领前夕，戴笠曾动员他参与军统活动，并于武汉沦陷后接任该组组长。1943年他投靠了接收法租界的汪精卫政权。抗日战争胜利后，因曾与国民党有联系，成为“有功之臣”。1949年武汉被解放军接管后，他曾试图逃亡，但1950年被捕，1953年7月被处决[3]:241-242[10]:205, 396, 485。
- 张春蕙：法租界巡捕厅翻译，实为潜伏的军统武汉区汉口组组员[3]:196, 227。
- 李煥：中华民国第12任行政院院长，1917年出生于漢口，自其幼年直到高中毕业一直居住于汉口法租界西北侧的三德里[20]。